# Martin Gerbert
Martin Gerbert OSB, właśc. Franz Dominikus Bernhard Gerbert, Freiherr von Hornau (ur. 11 lub 12 sierpnia 1720 w Horb am Neckar, zm. 13 maja 1793 w St. Blasien) – niemiecki historyk, teolog, badacz muzyki i kompozytor, benedyktyn.

## Życiorys
Uczył się w kolegium jezuitów we Fryburgu Bryzgowijskim i Klingnau. W 1736 roku wstąpił do zakonu benedyktynów w St. Blasien, rok później przyjął imię zakonne Martin, w 1744 roku otrzymał święcenia kapłańskie. Od 1755 roku był bibliotekarzem klasztoru w St. Blasien, prowadził też tam wykłady z teologii. Interesował się historią Kościoła i muzyki kościelnej, w latach 1759–1762 odbył podróż po Niemczech, Szwajcarii, Austrii, Francji i Włoszech, poszukując średniowiecznych manuskryptów poświęconych liturgii i teorii muzyki. W 1761 roku podczas pobytu w Bolonii poznał G.B. Martiniego, z którym następnie do jego śmierci w 1784 roku wymieniał korespondencję. W 1764 roku został opatem klasztoru w St. Blasien.

## Twórczość
Należał do najważniejszych badaczy muzyki 2. połowy XVIII wieku. W swoich pismach przedstawił dzieje rozwoju jedno- i wielogłosowych form śpiewu liturgiczego, opierając się na tekstach źródłowych pisarzy greckich i łacińskich, postanowieniach synodów i soborów kościelnych oraz innych dokumentach historyczno-muzycznych. Wydał po raz pierwszy drukiem prace przeszło 40 teoretyków muzyki tworzących na przestrzeni od IX do XV wieku.

## Prace
(na podstawie materiałów źródłowych)
- Iter alemannicum, accedit italicum et gallicum sequuntur glossaria theotisca ex codicibus manuscriptis a saeculo IX usque XIII (1765)
- De cantu et musica sacra a prima ecclesiae aetate usque ad praesens tempus (2 tomy, 1774)
- Vetus liturgia alemannica disquisitionibus praeviis, notis, et observationibus illustrata (1776)
- Monumenta veteris liturgiae alemannicae (2 tomy, 1777–1779)
- Scriptores ecclesiastici de musica sacra potissimum (3 tomy, 1784)